# Ruellia transitoria
Ruellia transitoria är en akantusväxtart som beskrevs av Raymond Benoist. Ruellia transitoria ingår i släktet Ruellia och familjen akantusväxter. Inga underarter finns listade i Catalogue of Life.